# كاثلين بروس
كاثلين بروس (بالإنجليزية: Kathleen Bruce)‏ هي مؤرخة أمريكية، ولدت في 21 أكتوبر 1885 في ريتشموند في الولايات المتحدة، وتوفيت في 26 أبريل 1950.